# Enderleinellus disparilis
Enderleinellus disparilis är en insektsart som beskrevs av Blagoveshtchensky 1965. Enderleinellus disparilis ingår i släktet Enderleinellus och familjen ekorrlöss. Inga underarter finns listade i Catalogue of Life.